# Nijlandsterpolder
De Nijlandsterpolder is een voormalig waterschap in de provincie Groningen.
Door de aanleg van het Van Starkenborghkanaal werd de Fransummer-Wierummerpolder in tweeën geknipt. De beide delen, waarvan de Nijlandsterpolder het zuidelijke was, werden elk een zelfstandig waterschap. Het schap lag ten oosten van Aduard in de driehoek tussen het Van Starkenborghkanaal, het Aduarderdiep en de Lindt. De windmotor sloeg uit op het Aduarderdiep. 
Waterstaatkundig gezien ligt het gebied sinds 1995 binnen dat van het waterschap Noorderzijlvest.